# Mutt
Mutt — почтовый клиент с текстовым интерфейсом для Unix-подобных операционных систем. Написан Майклом Элкинсом в 1995 году и распространяется по лицензии GPL. Изначально напоминал Elm, затем программа больше походила на slrn.
Mutt поддерживает большинство форматов почтовых ящиков (в том числе mbox и Maildir) и протоколов (POP3, IMAP и т. д.). Также включает поддержку MIME, PGP/GPG и S/MIME-интеграцию.
Mutt является чистым Mail User Agent (MUA) и изначально не мог отсылать e-mail самостоятельно. Для этого ему необходимо было соединение с Mail Transfer Agent (MTA) (почтовым сервером) либо SMTP-клиентом. Однако в последующих версиях прямая поддержка SMTP была добавлена и доступна, если компиляция была осуществлена с параметром --enable-smtp.
Mutt гибок в настройках благодаря сотням конфигурационных директив и команд. Имеется возможность изменять все привязки клавиш и создавать пользовательские клавиатурные макросы для сложных действий, создания цветовых схем для элементов интерфейса, тела и заголовков сообщений. Существует множество патчей и расширений, добавляющих новые функциональные возможности, такие как поддержка NNTP или боковые панели (сайдбары).
Приложение полностью управляется клавиатурой, поддерживает отображение переписки в виде нитей, что весьма удобно для почтовых дискуссионных рассылок. Новые сообщения набираются посредством стороннего текстового редактора, выбираемого пользователем.